# Sören Renulf
Sören Renulf, född 20 maj 1954, är en svensk operasångare och skådespelare. Han har framfört nationalsången i Scandinavium ett flertal gånger i samband med Frölunda Indians matcher. 

## Filmografi (urval)
- 1983 – Två killar och en tjej
- 1983 – Carmen